# Juliana Dever
Juliana Dever (Missouri, Estados Unidos, 17 de diciembre de 1980) es una actriz estadounidense y bloguera de viajes, reconocida por su papel de Jennifer "Jenny" Ryan en la popular serie de televisión Castle. También produjo y protagonizó en 2011 el cortometraje Retail Therapy.

## Vida personal
Juliana Dever nació en St. Louis, Misuri, hija de Glen y Pat y se crio en St. Charles, Misuri. Estudió en el Teatro de Arte de Moscú, en Rusia, donde conoció al actor compatriota Seamus Dever. Se casaron en 2006. Juliana interpretó a Jenny, la esposa de Ryan en la serie de televisión Castle.
Dever y su esposo son vegetarianos y ambos apoyan a la sociedad Best Friends Animal Society.

## Filmografía

### Cine
| Año  | Título                     | Rol                  | Notas                                         |
| ---- | -------------------------- | -------------------- | --------------------------------------------- |
| 2004 | The List                   | Christine O'Brien    |                                               |
| 2004 | A Lousy Ten Grand          | Mujer en el cubículo |                                               |
| 2006 | Time and Tide              | Renee                |                                               |
| 2007 | Into the Arms of Strangers | Sam                  |                                               |
| 2008 | Affairs in Order           | Kate                 |                                               |
| 2009 | Ready or Not               | Dama de honor        |                                               |
| 2011 | George                     | Grace                | Cortometraje                                  |
| 2012 | Retail Therapy             | Julia De La Croix    | Cortometraje. También trabajó como productora |

### Televisión
| Año       | Título         | Rol               | Notas                        |
| --------- | -------------- | ----------------- | ---------------------------- |
| 2009      | Criminal Minds | Esposa de Coakley | 1 episodio: "Roadkill"       |
| 2010-2016 | Castle         | Jenny Ryan        | 8 episodios                  |
| 2012      | Scandal        | Julie Loeb        | 1 episodio: "Hunting Season" |

### Vídeo
| Año  | Título             | Rol           | Notas |
| ---- | ------------------ | ------------- | ----- |
| 2005 | The Mangler Reborn | Louise Watson |       |
| 2005 | Sasquatch Hunters  | Louise Keaton |       |